# Lipinia auriculata
Lipinia auriculata — вид сцинкоподібних ящірок родини сцинкових (Scincidae). Ендемік Філіппін.

## Підвиди
Виділяють три підвиди:
- Lipinia auriculata auriculata (Taylor, 1917) — острови Негрос і Масбате;
- Lipinia auriculata herrei (Taylor, 1922) — острови Міндоро і Таблас;
- Lipinia auriculata kempi (Taylor, 1919) — острови Полілло і Бохоль, північний схід острова Мінданао.

## Поширення і екологія
Lipinia auriculata мешкають на островах в центральній частині Філіппінського архіпелагу. Вони живуть у первинних і вторинних діптерокарпових і передгірських вологих тропічних лісах, переважно в заростях наземних папоротей. Зустрічаються на висоті від 100 до 1300 м над рівнем моря.